# كيث فير (لاعب كرة قدم)
كيث فير (بالإنجليزية: Keith Fear)‏ هو لاعب كرة قدم بريطاني في مركز الهجوم، ولد في 8 مايو 1952 في برستل في المملكة المتحدة. لعب مع بانغور سيتي وبلاكبيرن روفرز وسانت لويس ستارز ونادي بريستول سيتي ونادي برينتفورد ونادي بليموث أرجايل ونادي تشستر سيتي ونادي هيرفورد ونادي ويمبلدون.